# Nick Hagglund
Nicholas „Nick“ Hagglund (* 14. September 1992 in Cincinnati) ist ein US-amerikanischer Fußballspieler auf der Position des Abwehrspielers.

## Karriere

### Jugend und Amateurfußball
Hagglund spielte während seiner Zeit an der Xavier University im Collegeteam seiner Universität Fußball. In 81 Spielen erzielte er vier Tore und bereitete elf weitere vor.

### Vereinskarriere
Hagglund wurde als zehnter Pick in der ersten Runde des MLS SuperDraft 2014 vom Toronto FC gewählt. Sein Pflichtspieldebüt absolvierte er am 5. April 2014 bei einem 2:0-Sieg gegen die Columbus Crew. Am 27. September 2014 erzielte er seine ersten beiden Tore im Spiel gegen die Portland Timbers. In diesem Spiel drehte seine Mannschaft einen 2:0-Rückstand und gewann 3:2.
Am 23. Januar 2019 wurde Hagglund zum FC Cincinnati transferiert.